# 光山飞蓬
光山飞蓬（学名：Erigeron leioreades）为菊科飞蓬属的植物。分布于俄罗斯以及中国大陆的新疆等地，生长于海拔2,100米至3,400米的地区，多生长于高山草甸或云杉林中，目前尚未由人工引种栽培。